# 韦克尔
韦克尔（荷蘭語：Wijckel）是荷兰弗里斯兰省德弗里瑟梅伦的一个村庄。2017年人口约为645。

## 历史
2014年之前，韦克尔是哈斯特兰-斯洛滕的一部分，1984年之前它是哈斯特兰的一部分。

## 著名人物
速滑运动员玛丽特·伦斯特拉来自韦克尔。